# 魔嬰
《魔嬰》（英語：Grace）是一部2009年美國恐怖片，由保羅·索雷特執導兼編劇，改編自2006年的同名短片。該片由喬登·蕾德、蓋柏愛拉·羅絲和史帝夫・帕克主演，於2009年8月14日在美國上映。

## 劇情
失去未出生的孩子後，瑪德琳·馬西森堅持要把嬰兒抱到足月。分娩後，孩子奇蹟般地復活且異常嗜血，這讓瑪德琳面臨身為母親的最終決定。

## 發行
《魔嬰》於2009年1月16日在日舞影展舉行全球首映，後於2009年8月14日在美國上映。

## 外部連結
- 互联网电影数据库（IMDb）上《魔嬰》的资料（英文）
- 爛番茄上《魔嬰》的資料（英文）